# 康美街道
康美街道是中华人民共和国重庆市渝北区下辖的一个街道办事处。
以辖区内“康庄美地”公租房而得名，2013年10月29日以原渝北区礼嘉街道及大竹林街道部分地区为基础组建康美街道，沿用至今。
“康美”来源于其所辖区域中的居住区域“康庄美地”，取“康美”二字作为街道名。
2013年10月29日，康美街道经重庆市人民政府批准成立，由原礼嘉镇柏溪村、龙嘴村、平场村、菜塆村，大竹林镇五云村、石梁桥村、石板滩村、大路村、青堡村、大云村共10个村组成，由重庆两江新区管委会代为管理，沿用此名至今。

## 行政区划
康美街道下辖以下村级行政区划单位：
金竹苑社区、银竹苑社区、康庄美地一社区、康庄美地二社区。